# Migros Verteilzentrum Suhr
Die Migros Verteilzentrum Suhr AG (MVS) war ein Schweizer Logistikunternehmen mit Sitz in Suhr. Sie war eine hundertprozentige Tochtergesellschaft des Migros-Genossenschafts-Bundes (MGB). Das ab 1999 bestehende Unternehmen belieferte mehr als 600 Migros-Filialen mit Food-Produkten, ebenso rund 300 Migrolino-Filialen mit dem gesamten Hauptsortiment. 2021 erfolgte die Fusion mit der Migros-Verteilbetrieb Neuendorf AG (MVN) zur Migros Verteilbetrieb AG (MVB).

## Geschäftstätigkeit
Der Betrieb befindet sich in einem mehrere hundert Meter langen Gebäudekomplex im Wynenfeld nordöstlich des Dorfzentrums – unmittelbar an der Gemeindegrenze zu Buchs AG – und besitzt eines der grössten und modernsten Hochregallager Europas mit einer Kapazität von 100'000 Paletten. Täglich werden durchschnittlich 5000 Paletten für die Migros ausgeliefert, hinzu kommen 1200 Rollwagen für Migrolino. Die Beschaffungstransporte erfolgen zu 48 % per Bahn und zu 52 % per LKW, bei den Distributionstransporten beträgt das Verhältnis 33 % zu 67 %. Das Verteilzentrum verfügt über eine Bahnhalle und einen eigenen Gleisanschluss an die Bahnstrecke Zofingen–Wettingen. Neben den beiden konzerninternen Hauptkunden bietet der Verteilbetrieb auch Dienstleistungen für Kunden ausserhalb der Migros-Gruppe an. Dazu gehören die Bereiche Foodlogistik, Kleinmengenlogistik, Mehrwertlogistik, Lagerhaltung, Transport, Distribution und Qualitätsmanagement.

## Geschichte
Die Vorgeschichte des Unternehmens reicht bis zum 1. Juli 1949 zurück, als die Genossenschaft Migros Aargau eine eigene Betriebszentrale an der Hinteren Bahnhofstrasse in Suhr erhielt und fortan von der Genossenschaft Migros Basel betrieblich unabhängig war. Das Gebäude mit Silohochhaus, Kühlraum und angebautem Bürotrakt hatte damals eine Grundfläche von 1400 m². Ab 1959 versorgte der schrittweise erweiterte Betrieb auch die Genossenschaft Migros Solothurn. Als beide Genossenschaften 1967 zur Genossenschaft Migros Aargau/Solothurn fusionierte, betrug die Fläche bereits 8500 m². Am 24. September 1986 erfolgte die Inbetriebnahme eines 100 Millionen Franken teuren Neubaus von 250 m Länge und 150 m Breite im Wynenfeld, an der Gemeindegrenze zu Buchs. Am 22. Juni 1998 fusionierten Genossenschaften Aargau/Solothurn und Bern zur neuen Genossenschaft Migros Aare, die ihre gesamte Logistik auf den 1. Oktober auf das grössere Verteilzentrum Schönbühl konzentrierte.
Der MGB beschloss, das Verteilzentrum in Suhr konzeptionell neu auszurichten und gründete am 21. Dezember 1999 eine eigenständige Tochtergesellschaft. Während der Altbau den neuen Bedürfnissen angepasst wurde, entstand ein Erweiterungsbau nach Süden, der drei Hochregallager umfasst – als «Silo A–C» bezeichnet – und am 5. Juni 2002 in Betrieb ging. Wegweisend waren eine neue Logistikstrategie, die zentrale Warenwirtschaft und die Vereinheitlichung der Informatiksysteme. Das Unternehmen verfügte nun über eines der leistungsfähigsten Verteilzentren Europas mit Kommissionierung, Bahnhalle und Hochregallager. Es war auf jetzt auf die Belieferung sämtlicher Genossenschaften mit Trockenwaren und Getränken spezialisiert. Im April 2011 wurde eine neue vollautomatische Kommissionierungsanlage von Witron in Betrieb genommen. Der Personalbestand konnte von rund 700 auf 420 reduziert werden. Für die Versorgung der Convenience-Shops von Migrolino baute es 2011 eine spezielle Kleinmengen-Logistik auf und erweiterte sie bis 2015 schrittweise. 2014 baute das Unternehmen eine Transportabteilung mit eigener LKW-Flotte auf.
Weitere Hochregallager wurden jeweils nach Westen an den Erweiterungsbau angesetzt, «Silo D» ging 2008 in Betrieb, «Silo E» 2013 und «Silo F» 2016; insgesamt standen damit 570'000 Kubikmeter Lagervolumen zur Verfügung. Am 4. Oktober 2021 erfolgte der Spatenstich für das rund 7 Millionen Franken teuere «Silo G», das als 100 Meter langer und 40 Meter breiter Solitärbau über rund 130'000 Kubikmeter Lagervolumen verfügt. Verbunden wurde der Neubau über eine 50 Meter lange Passerelle zu den Bestandsbauten. Die Einweihung fand im Mai 2023 statt.
Im Januar 2021 wurden das Migros Verteilzentrum Suhr und der Migros-Verteilbetrieb Neuendorf (MVN) unter eine gemeinsame Führung gestellt, und im Juni rechtlich unter der MVN zur Migros Verteilbetrieb AG (MVB) fusioniert.